# Тучкевич, Владимир Максимович
Влади́мир Макси́мович Тучке́вич (1904—1997) — советский физик. Академик АН СССР и РАН. Герой Социалистического Труда. Лауреат Ленинской премии и Сталинской премии первой степени. Кавалер трёх орденов Ленина.

## Биография
Родился 16 (29 декабря) 1904 года в селе Яновцы (Яноуцы) (ныне — Ивановцы, Днестровский район, Черновицкая область, Украина), в семье Максима Антоновича Тучкевича и Антонины Владимировны. В семье было трое детей: Николай, Татьяна и Владимир. Учился в реальном училище в Хотине, затем в школе в городе Уфе.

Фото семьи Тучкевичей, г. Пинск Слева-направо: Владимир, Антонина Владимировна, Николай, Максим Антонович, Татьяна

В ноябре 1919 года, не окончив школу, вступил добровольцем в ряды РККА. Был начальником военно-санитарного поезда, учился в Военно-пехотной школе и одновременно на подготовительных курсах для поступления в вуз. В 1924 году был демобилизован.

Владимир Максимович Тучкевич, 16 лет, Красноармеец

В том же году поступил на физико-математический факультет КГУ имени Т. Г. Шевченко. Будучи студентом, с 1927 года работал в Рентгеновском институте. 
После окончания университета в 1928 году учился в аспирантуре. Одновременно работал в Метрологическом институте, организовал и возглавил физическую лабораторию в Харьковском рентгенологическом институте. В 1931—1935 годах преподавал в Харьковском электротехническом институте.
В 1935 году переехал в Ленинград, где стал работать в Ленинградском физико-техническом институте АН СССР (ЛФТИ). С ЛФТИ связана основная часть карьеры Тучкевича (в разные годы он являлся научным сотрудником, старшим научным сотрудником, учёным секретарём, заведующим сектором, лабораторией, директором, см. ниже). 

Пособие В.М. Тучкевича для ЛИИ 1939 год

Также с 1935 года продолжил педагогическую деятельность в ЛПИ им. М. И. Калинина: сначала был доцентом кафедры физики, затем профессором кафедры экспериментальной физики. 
В 1939 году защитил кандидатскую диссертацию. 

Владимир Максимович Тучкевич в Кронштадте, 1942 год. Размагничивание кораблей.

В годы войны работал в группе А. П. Александрова по защите кораблей от магнитных мин на Балтийском и Северном морях. Сотрудничал с И. В. Курчатовым, Б. Е. Годзевичем, Г. Я. Щепкиным и другими учёными.
В первые годы после окончания войны руководил исследованиями, связанными с разделением изотопов тяжёлых элементов. С 1949 года в ЛФТИ возглавлял сектор лаборатории Д. Н. Наследова, где занимался поиском методов получения чистых монокристаллов германия и кремния, приведших к разработке в 1952 году первых германиевых плоскостных диодов и транзисторов.
В 1951 году Тучкевич выдвинул идею создания полупроводниковых приборов на большие токи и напряжения. С середины 1950-х руководил разработкой мощных германиевых и кремниевых диодов. В 1958 году его сектор выделился в самостоятельную лабораторию, сфокусировавшуюся на вопросах силовой электроники. В лаборатории Тучкевича группами руководили Ж. И. Алфёров (позднее перешедший на лазерную тематику, лауреат Нобелевской премии по физике), Ю. В. Шмарцев (затем создавший собственную лабораторию сильнолегированных полупроводников), И. В. Грехов (впоследствии сменивший своего наставника на посту завлаба).
В 1952 году вступил в КПСС. 
В 1956 году защитил докторскую диссертацию.
В 1968 году избран членом-корреспондентом, а в 1970 году Тучкевич стал действительным членом АН СССР. В 1967—1986 годах был директором ФТИ им. А. Ф. Иоффе АН СССР.
Был одним из академиков АН СССР, подписавших в 1973 году письмо учёных в газету «Правда» с осуждением «поведения академика А. Д. Сахарова». В письме Сахаров обвинялся в том, что он «выступил с рядом заявлений, порочащих государственный строй, внешнюю и внутреннюю политику Советского Союза», а его правозащитную деятельность академики оценивали как «порочащую честь и достоинство советского учёного».
Руководил комплексной программой по широкому использованию силовой полупроводниковой преобразовательной техники в народном хозяйстве страны. Участвовал в разработках, связанных с возможностью контроля и управления конверторами с кислородным дутьём, используемых в производстве чёрных и цветных металлов. В 1983 году сформировал в ЛПИ имени М. И. Калинина кафедру «Физика полупроводниковых приборов» и возглавил её на общественных началах.
С 1987 года — заведующий группой Физико-технического института (ФТИ) им. А. Ф. Иоффе, стал советником Президиума РАН, советник при дирекции института, заведующий кафедрой Санкт-Петербургского государственного технического университета.
Научные труды Тучкевича относятся в основном к физике и технике полупроводников. Его исследования привели к разработке принципов получения германиевых плоскостных диодов и триодов, фотоэлементов и фотодиодов. В лаборатории Тучкевича в ФТИ были разработаны первые в СССР германиевые и кремниевые диоды и триоды. Совместно с Б. М. Вулом и С. Г. Калашниковым заложил основы советской полупроводниковой промышленности. Создал новое направление — силовую полупроводниковую технику, разработал, в сотрудничестве с И. В. Греховым и другими коллегами, ряд новых силовых полупроводниковых приборов. Автор более 150 научных публикаций и 18 авторских изобретений.
Неоднократно избирался членом Ленинградского обкома КПСС (1970—1976 годы), членом Ленинградского горкома КПСС (1968—1970 и 1976—1980 годы).
Жил в городе Ленинграде (Санкт-Петербурге). Умер 24 июля 1997 года.

## Адреса в Ленинграде
- 1951—1961 — Полозова улица, 17;
- 1961—1970 — улица Ленина, 25.

## Память
- На здании Физико-технического института (ФТИ РАН, Санкт-Петербург, Политехническая улица, 26) в 2003 году была установлена мемориальная доска (художник Э. Х. Насибулин) с текстом: «В этом здании с 1936 по 1997 год работал выдающийся советский учёный Владимир Максимович Тучкевич».
- В ФТИ РАН с 2010 года присуждается премия имени В. М. Тучкевича (раз в два года)[3].

## Награды и почётные звания
- Герой Социалистического Труда (28 декабря 1984) — за большие заслуги в развитии советской науки и техники, подготовке научных кадров и в связи с 80-летием со дня рождения
- Орден Ленина (28 декабря 1984) — за большие заслуги в развитии советской науки и техники, подготовке научных кадров и в связи с 80-летием со дня рождения
- Орден Ленина
- Орден Ленина
- орден Отечественной войны II степени
- орден Трудового Красного Знамени
- заслуженный деятель науки и техники РСФСР
- Ленинская премия (1966) — за исследование сложных структур с p—n переходами, разработку технологии изготовления и внедрение в серийное производство силовых кремниевых вентилей
- Сталинская премия I степени (10 апреля 1942) — за изобретение метода защиты кораблей

## Труды
Некоторые работы, среди них и совместные:
- В. М. Тучкевич. Физика: проблемы, история, люди : сборник научных трудов. — М.: Наука, 1986. — 247 с.
- В. М. Тучкевич,  И. В. Грехов. Новые принципы коммутации больших мощностей полупроводниковыми приборами. — Л.: Наука, 1988.
- В. М. Тучкевич. Воспоминания о Я. В. Френкеле. — М.: Наука, 1976. — 277 с.

- А. А. Логунов, А. П. Александров, Ф. В. Бункин, Б. М. Вул, В. Л. Гинзбург, В. М. Тучкевич, Д. В. Скобельцын, Е. П. Велихов, Н. Г. Басов, П. Л. Капица, Р. З. Сагдеев, Р. В. Хохлов. Александр Михайлович Прохоров (К шестидесятилетию со дня рождения). // УФН. — 1976. — Т. 119, № 7.
- Чтения памяти А. Ф. Иоффе: Сб. науч. тр. / Отв. ред. В. М. Тучкевич — Л.: Наука : Ленингр. отд-ние, 1988 — 76 с.
- Е. Б. Александров, Ж. И. Алфёров, Н. Г. Басов, Ф. В. Бункин, Ю. Н. Денисюк, Я. А. Имас, М. М. Мирошников, Г. Т. Петровский, A. М. Прохоров, В. М. Тучкевич. Алексей Михайлович Бонч-Бруевич (к семидесятилетию со дня рождения). // УФН. — 1986. — Т. 150, № 12.
- Е. Б. Александров, Ж. И. Алфёров, Н. Г. Басов, Ф. В. Бункин, О. Н. Крохин, Б. А. Мамырин, М. М. Мирошников, В. В. Осико, П. П. Пашинин, Г. Т. Петровский, A. М. Прохоров, В. М. Тучкевич. Алексей Михайлович Бонч-Бруевич (к 80-летию со дня рождения). // УФН. — 1996. — Т. 166, № 6.
- А. М. Бонч-Бруевич, Н. И. Калитеевский, А. А. Каплянский, В. П. Линник, М. М. Мирошников, Б. С. Непорент, А. И. Рыскин, В. М. Тучкевич, С. Э. Фриш, Е. Н. Царевский. «Пётр Петрович Феофилов (К шестидесятилетию со дня рождения)» // Успехи физических наук, Т. 115, № 4 (1975).